# Kalinów (voivodato de Mazovia)
Kalinów es una localidad de Polonia situada en Mazovia. Tiene una población estimada, a fines de 2023, de 127 habitantes.
Está ubicada en el municipio (gmina) de Żelechów, situado en el distrito (powiat) de Garwolin.
Se encuentra aproximadamente a 7 km al noroeste de Żelechów, 15 km al sureste de Garwolin y a 71 km al sureste de Varsovia.
Entre 1975 y 1998 perteneció al voivodato de Siedlce.